# 巧克力球

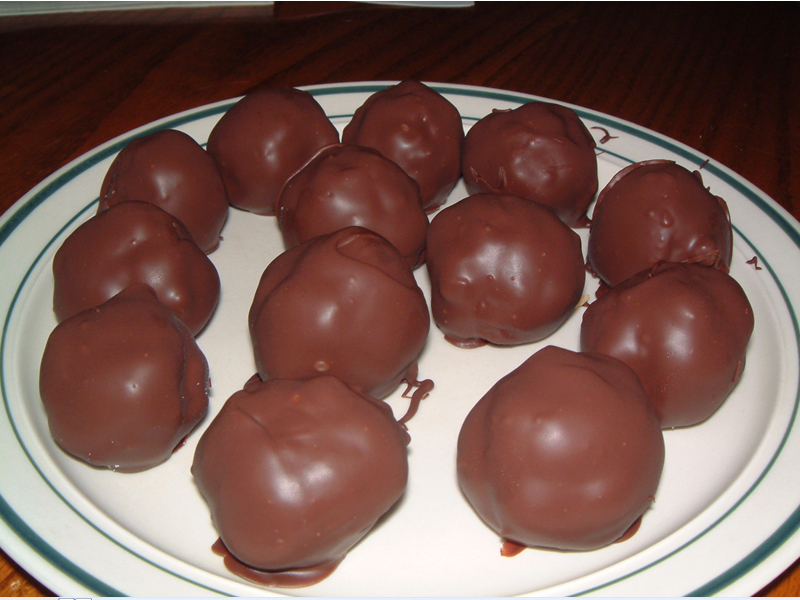
巧克力球

巧克力球是一種球形的糖果，由巧克力製成，有些會加入其他成分，例如花生醬或杏仁糖等。
在北歐國家，尤其是瑞典、丹麥和冰島中，有一種瑞典巧克力球的甜點，是覆蓋著椰絲的巧克力球。